# Az ördögűző: A hívő
Az ördögűző: A hívő (eredeti cím: The Exorcist: Believer) 2023-ban bemutatott amerikai horrorfilm, amelyet David Gordon Green rendezett. A 1973-as Az ördögűző című film folytatása. A főbb szerepekben Leslie Odom Jr., Ann Dowd, Jennifer Nettles, Norbert Leo Butz és Lidya Jewett látható.
Amerikában 2023. október 6-án, míg Magyarországon 2023. október 5-én mutatták be a mozikban.

## Cselekmény
Haitin Victor Fielding fotós és terhes felesége, Sorenne, akit egy vudu-gyógyász áldott meg, nászútra indulnak, mígnem hatalmas földrengés rázza meg a környéket. Sorenne súlyosan megsérül, és a mentősök közlik Victorral, hogy választania kell: vagy a feleségét, vagy a meg nem született gyermekét, Angelát menti meg.
Tizenhárom évvel később Victor Sorenne halála óta elveszítette az Istenbe vetett hitét, miközben egyedül neveli Angelát. Egy nap az iskola után Angela a baptista legjobb barátnőjével, Katherine-nel az erdőbe merészkedik, hogy rituálét végezzenek, és megpróbáljanak kapcsolatba lépni Angela édesanyjával. Victor rájön, hogy a lánya eltűnt, és kapcsolatba lép Katherine szüleivel, Mirandával és Tonyval, miközben háromnapos hajtóvadászat indul.
A lányokat később egy pajtában találják meg; bár trauma érte őket, viszonylag normálisnak tűnnek, és hazaviszik őket, mivel csak a lábukon vannak égési nyomok. Másnap Angela hirtelen megtámadja Victort, és görcsölni kezd, míg Katherine a helyi templomban kirohan. Victor beutalja Angelát a kórházba, ahol a szomszédasszonyuk, Ann ápolónő gondoskodik róla, Miranda pedig elkezd elmélkedni, hogy a lányok a pokolba voltak, és egy démont hoztak magukkal, ezért van égési sérülések a lábukon.
A lányok állapota romlik, ahogy az égési sérülések egyre súlyosabbá válnak. Ann, aki meg van győződve arról, hogy Angelát megszállták, miután utóbbi felfedi tudását Ann apácaképzéséről és abortuszáról, átad Victornak egy könyvet, amelyet Chris MacNeil írt, aki 1973-ban hasonló helyzetet élt át lányával, Regannal. 1973-ban Chris egész életében minden kultúrában az ördögűzéseket kutatta, miközben tanulmányaival világhírűvé vált. Regan azonban a memoár sikere miatt eltávolodott az anyjától, és azóta nem látta őt. Victor megkeresi Christ, és elviszi a kórházba, hogy meglátogassa Angelát, mielőtt Katherine otthonába menne. Amíg Victor Mirandával és Tonyval foglalkozik, Chris felmegy az emeletre, és elkezdi elvégezni a saját ördögűzését Katherine-en. Katherine egy feszülettel többször szemen szúrja Chris-t, aki megvakul, és a kórházba szállítják.
Victor, Miranda, Tony és Ann a templomhoz és Maddox atyához fordulnak ördögűzésért. Chris azt tanácsolja Victornak, hogy használja a különböző kultúrák és vallások módszereit, és a csoport Dr. Beehibe, egy gyógyító, Don Revans, Katherine családjának baptista lelkésze és Stuart, egy pünkösdi prédikátor segítségét kéri. A csoport megtervezi az ördögűzést, de a helyi egyházmegye megtiltja Maddoxnak a részvételt.
A lányokat székekhez kötözik, miközben a csoport folytatja az ördögűzést. A démon felfedi, hogy Victor tizenhárom évvel ezelőtt nem Angela életben tartását választotta; ő Sorenne-t választotta, de ő belehalt a sérüléseibe. A démon azt mondja neki, hogy választania kell, melyik lány maradjon életben, és melyik haljon meg, és ha nem választ, mindkettőjüket megöli. Miközben Miranda és Victor is elutasítja, hogy lemondjanak egymás gyermekéről, Maddox, aki meggondolta magát, újra csatlakozik a csoporthoz. Maddox felolvas a római rituáléból, csakhogy a démon, Lamastu kitekeri a nyakát és megöli. Miközben Victor bocsánatot kér Angelától, és Sorenne sáljával megpróbálja megvédeni a démon ellen, Tony azt kiabálja, hogy ő Katherine-t választja, és Angela elájul. Hirtelen a démon felfedi, hogy a kiválasztott lesz az, aki meghal. Katherine a szüleiért kiált, miközben a démon a pokolba hurcolja, Angela pedig lélegezni kezd. A rendőrség megérkezik. Mirandának és Tonynak nem sikerül újraéleszteniük Katherine-t, és Victor könnyes szemmel újraegyesül a lányával.
Az események után Victor meglátogatja Sorenne sírját, Miranda és Tony gyászolja Katherine elvesztését, Angela pedig visszatér az iskolába. A kórházban Chris újra találkozik Regannal, aki megbocsát az anyjának, és érzelmesen megölelik egymást.

## Szereplők
| Szerep             | Színész             | Magyar hang         |
| ------------------ | ------------------- | ------------------- |
| Victor Fielding    | Leslie Odom Jr.     | Welker Gábor        |
| Angela Fielding    | Lidya Jewett        | Hegedűs Johanna     |
| Katherine          | Olivia Marcum       | Bak Julianna        |
| Miranda            | Jennifer Nettles    | Ligeti Kovács Judit |
| Tony               | Norbert Leo Butz    | Rátóti Zoltán       |
| Don Revans lelkész | Raphael Sbarge      | Csankó Zoltán       |
| Dr. Beehibe        | Okwui Okpokwasili   | Bertalan Ágnes      |
| Stuart             | Danny McCarthy      | Rába Roland         |
| Maddox atya        | E.J. Bonilla        | Fehér Tibor         |
| Regan MacNeil      | Linda Blair         | Farkasinszky Edit   |
| Ann                | Ann Dowd            | Kiss Mari           |
| Chris MacNeil      | Ellen Burstyn       | Győry Franciska     |
| Sorenne Fielding   | Tracey Graves       | Mikecz Estilla      |
| Konik nyomozó      | Celeste Oliva       | Martinovics Dorina  |
| A démon            | Helen Leahey (hang) | Kocsis Mariann      |

### Magyar változat
- Magyar szöveg: Dittrich-Varga Fruzsina
- Hangmérnök: Farkas László
- Vágó: Kajdácsi Brigitta
- Gyártásvezető: Cabello-Colini Borbála
- Szinkronrendező: Földi Levente
- Produkciós vezető: Hagen Péter

A szinkront a Mafilm Audio Kft. készítette el.

## A film készítése
2020 augusztusában jelentették be, hogy a Morgan Creek Entertainment új részt készít Az ördögűző franchise-hoz. 2021-re tervezte a stúdió az előzetes mozibemutatót. Ben Pearson a Slash Filmtől megjegyezte, hogy a stúdió korábban kijelentette, hogy "soha nem próbálja meg újraforgatni Az ördögűzőt".
2020 decemberében tisztázódott, hogy a fejlesztés alatt álló projekt az eredeti film folytatása lesz, és David Gordon Green a korai tárgyalások során már a rendezői posztot is megkapta. 2021 júliusában jelentették be, hogy egyidejűleg egy trilógia folytatásának fejlesztése is folyamatban van, és Green-t szerződtették az első új rész rendezésére, egy Peter Sattlerrel közösen írt forgatókönyv alapján.

### Forgatás
A forgatás 2022 novemberében kezdődött Atlantában és Savannahban. A forgatás 2023. március elején fejeződött be.